# 大清水境川アジサイロード

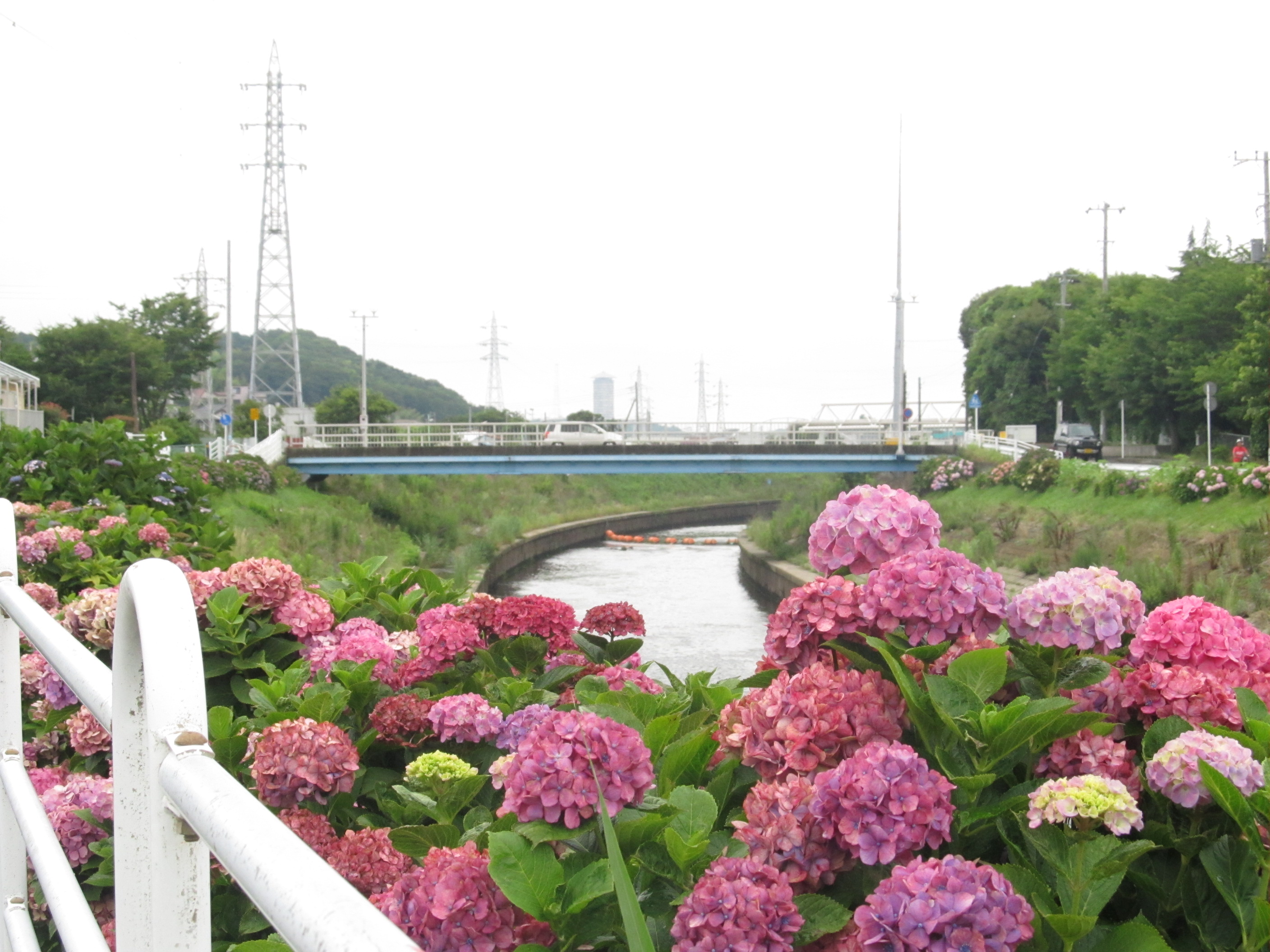
大清水境川アジサイロード

大清水境川アジサイロード（おおしみずさかいがわアジサイロード）とは、神奈川県藤沢市大鋸の二級河川・境川沿いの、大清水橋から鷹匠橋までの約400m（メートル）の両岸にアジサイを植栽した区域の道路一帯を指す。

## 概要
神奈川県藤沢市大清水地区の住民が、2004年から自宅の庭などで育てたアジサイを境川沿いに植栽し、2009年から藤沢市立大清水中学校の校庭などを借りて「アジサイまつり」を開催していたところ、翌2010年に川沿い一帯が「藤沢の景観」に指定された。アジサイまつりは2015年（平成27年）で7回目を迎えた。
川沿いの道路を通行する人々の目を楽しませている植栽地区が「大清水境川アジサイロード」として名前が定着した。境側の東側の400mは一般道、西側は半分が一般道、400mがサイクリングロード（徒歩も可）となっている。

## 所在地・アクセス
- 〒251-0002 神奈川県藤沢市大鋸
- 小田急江ノ島線藤沢本町駅より徒歩25分

## 付近の施設
- 藤沢市立大清水中学校
- 藤沢市立大清水小学校
- 神奈川県立藤沢清流高等学校
- 藤沢市教育文化センター